# Георги Деспотов
Георги Деспотов е български общественик от Македония, приел идеите на македонизма.

## Биография
Роден е през 1899 година в Крушево. Георги Деспотов е един от главните участници в Македонския литературен кръжок през 30-те години на XX век. През 1944 година подписва Апела към македонците в България. Включва се във Временното македонско представителство в Македонския научен институт заедно с Стефан Нанов и Перо Шанданов. По предложение на Лазар Колишевски, Михайло Апостолски и Светозар Вукманович е създадено Временното македонско представителство за България, в което той влиза заедно с Павел Шатев, Кирил Мильовски, Перо Манговски, Мире Анастасов, Стефан Нанов, Георги Абаджиев, Григор Ташков, Асен Чаракчиев и Перо Шанданов.
Умира през 1977 година в София.